# Lee Tae-seok
Lee Tae-seok (en coreano: 이태석; Seúl, 28 de julio de 2002) es un futbolista surcoreano que juega en la demarcación de lateral izquierdo para el FK Austria Viena de la Bundesliga.

## Selección nacional
Tras jugar en varias categorías inferiores de la selección, finalmente hizo su debut con la selección absoluta de Corea del Sur el 14 de noviembre de 2024 en un encuentro de clasificación para la Copa Mundial de Fútbol de 2026 contra Kuwait que finalizó con un resultado de 1-3 a favor del combinado surcoreano tras un gol de Mohammad Daham para Kuwait, y de Son Heung-min, Bae Jun-ho y Oh Se-hun para Corea del Sur.

## Clubes
| Club             | País          | Año       | Partidos | Goles |
| ---------------- | ------------- | --------- | -------- | ----- |
| FC Seoul         | Corea del Sur | 2021-2024 | 93       | 0     |
| Pohang Steelers  | Corea del Sur | 2024-2025 | 44       | 2     |
| FK Austria Viena | Austria       | 2025-     |          |       |

## Palmarés

### Títulos nacionales
| Título        | Club                  | País          | Año  |
| ------------- | --------------------- | ------------- | ---- |
| Korean FA Cup | F. C. Pohang Steelers | Corea del Sur | 2024 |